# Mallophora rufiventris
Mallophora rufiventris là một loài ruồi trong họ Asilidae. Mallophora rufiventris được Macquart miêu tả năm 1838.